# Festuca pseudovina
Festuca pseudovina är en gräsart som beskrevs av Eduard Hackel och Johann Baptist Wiesbaur. Festuca pseudovina ingår i släktet svinglar, och familjen gräs. Inga underarter finns listade i Catalogue of Life.